# Acalypha microstachya
Acalypha microstachya là một loài thực vật có hoa trong họ Đại kích. Loài này được Muell. mô tả khoa học đầu tiên.